# Vol China Airlines 006
Le vol China Airlines 006 était un vol entre l'aéroport international Tchang Kaï-chek, à Taïwan, et l'aéroport international de Los Angeles, aux États-Unis. Le 19 février 1985, le Boeing 747SP qui assurait ce vol s'est retourné et a plongé de 30 000 pieds (9 100 m), subissant des forces g très élevées (jusqu'à 5 g) après avoir subi une panne moteur en vol, mais les pilotes réussissent à poser l'appareil sur l'aéroport international de San Francisco. L'ensemble des 274 passagers et membres d'équipage à bord ont survécu.

## Contexte

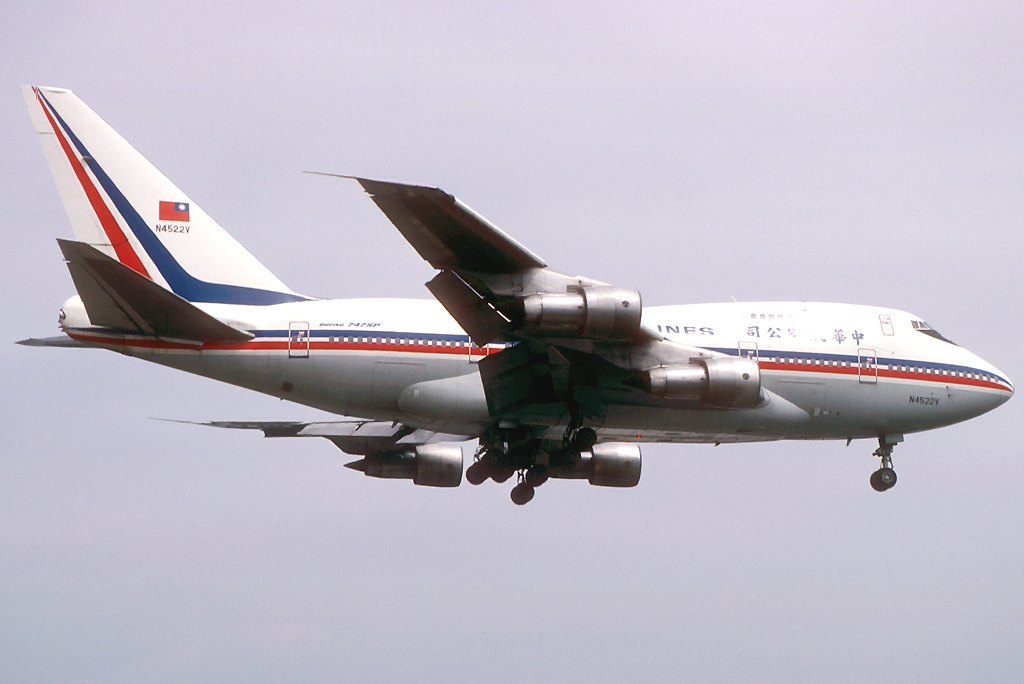
N4522V, l'appareil impliqué dans l'accident, ici à l'aéroport international Kai Tak de Hong Kong en octobre 1991.

Le vol 006 a décollé de Taipei à 16h22. L'accident s'est produit 10 heures après le début du vol, alors que le Boeing 747SP-09 se trouvait à 560 km au nord-ouest de San Francisco, naviguant à une altitude de 41 000 pieds (12 500 m). 
L'équipage est composé du commandant de bord Min-Yuan Ho (55 ans), du copilote Ju-Yue Chang (53 ans) et du mécanicien navigant Kuo-Pin Wei (55 ans) ; ainsi que d'un équipage de relève composé du commandant Chien-Yuan Liao (53 ans) et du mécanicien navigant Shih-Lung Su (41 ans). Le commandant Ho totalisait environ 15 500 heures de vol, dont 3 748 heures sur Boeing 747, tandis que le copilote totalisait plus de 7 700 heures de vol, dont 4 553 sur Boeing 747, et le mécanicien navigant Wei totalisait environ 15 500 heures de vol, dont 4 363 heures sur Boeing 747. L'accident s'est produit alors que l'équipage principal était aux commandes de l'appareil.

## Enquête et causes de l'accident
Un banal incident a capté l'attention de l'équipage au point de leur faire commettre plusieurs fautes de pilotage.
À la suite d'une baisse de puissance sur le moteur numéro 4 (extérieur droit), les pilotes l'arrêtent en vue de le rallumer. Mais ils omirent de descendre, l'avion volant à une altitude trop élevée pour que ce redémarrage soit possible (41 000 pieds).
De plus, ayant reçu cet ordre de rallumage avant d'avoir terminé la procédure d'extinction, le mécanicien navigant omit pour sa part de fermer une soupape d'air prévue dans la checklist et indispensable au redémarrage du moteur. En raison de cet oubli et de l'altitude excessive, les tentatives de  redémarrage du moteur restèrent vaines.

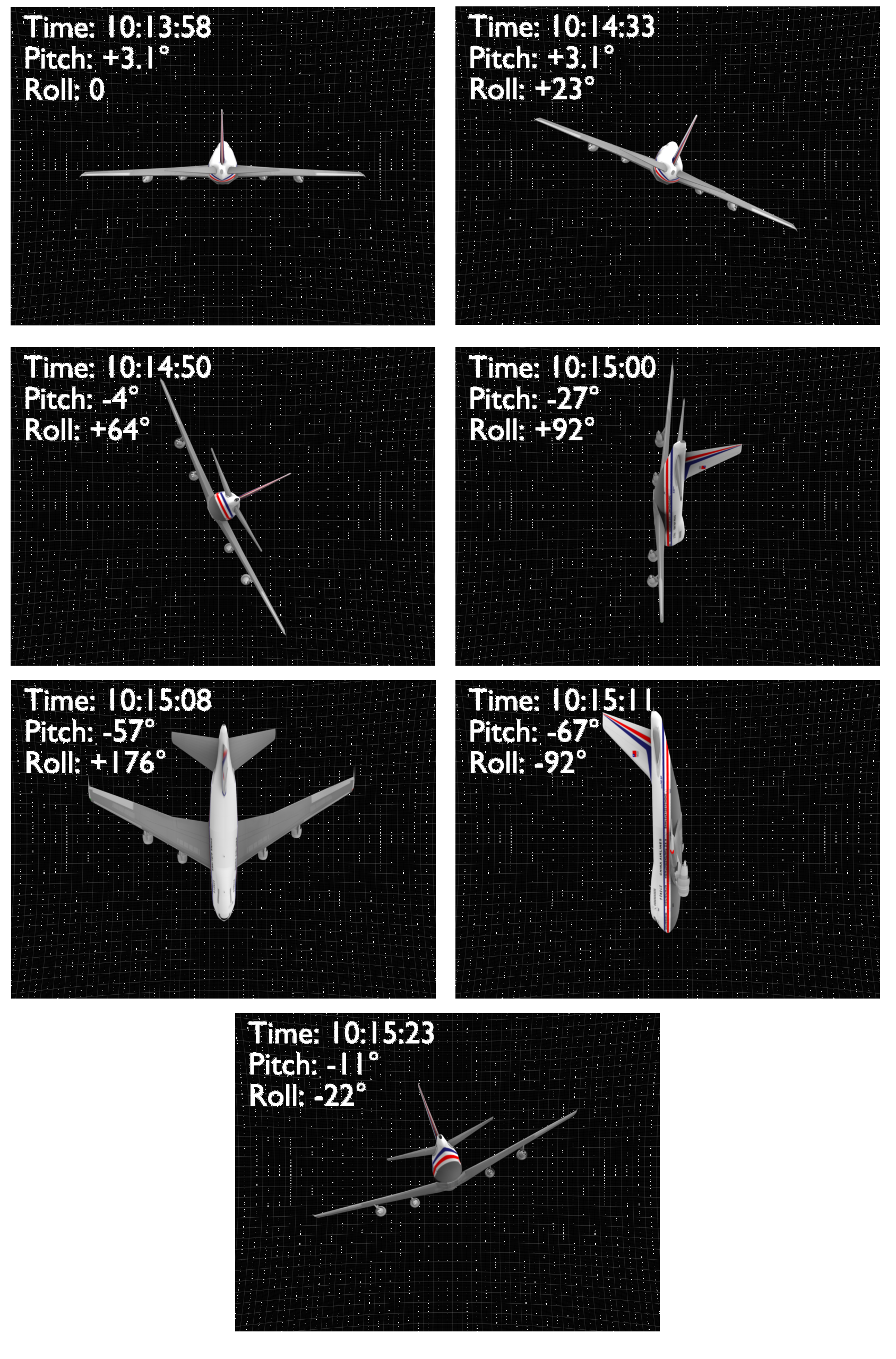
Diagramme temporel montrant le roulis/tangage de l'appareil (rapport du NTSB)

Au lieu de compenser la perte de puissance du côté droit par la gouverne de direction, les pilotes, focalisés sur ce problème du moteur, laissèrent l'avion sous pilote automatique. Or ce dernier ne contrôle que les ailerons, pas le gouvernail de direction qui aurait été nécessaire ici. Le déséquilibre de puissance n'étant pas assez compensé, l'avion s'est mis à virer vers la droite et à perdre de la vitesse, donc de l'altitude et à décrocher, pour se mettre ensuite en vrille au-dessus du Pacifique.
Après une chute de plusieurs milliers de mètres, le commandant coupa enfin le pilote automatique. Par manque de repère visuel —l'avion était arrivé dans des nuages— et ne croyant pas les informations (néanmoins exactes) des capteurs d'assiette passés hors de leurs limites, le commandant, alors atteint de désorientation spatiale, ne parvint pas à reprendre le contrôle de l'appareil avant sa sortie des nuages. 
Pendant cette période, la puissance des trois autres moteurs est restée un bon moment au minimum à la suite d'une action du commandant. Le moteur 4 fut ensuite, finalement, remis en marche.
De plus, durant la vrille, les trappes renfermant le train d'atterrissage furent arrachées, endommageant une partie des gouvernes de profondeur. Lorsque les pilotes réussirent à remettre l'avion en vitesse de croisière, le train était sorti et verrouillé, et les gouvernes de profondeur hors service. Ils demandèrent un atterrissage d'urgence à San Francisco où l'appareil fut posé sans autre problème.

## Autour de l'enquête
Il se trouve que ce moteur 4 avait déjà connu plusieurs pannes. Mais les fois précédentes la procédure de remise en route avait été suivie et respectée, avec ensuite une maintenance au sol pour tenter de le réparer. L'enquête a révélé qu'une vanne avait un défaut et était à l'origine des problèmes répétés. Toutefois, la maintenance avait été faite selon les règles.
L'enquête a aussi révélé un problème de fatigue humaine (causant les erreurs de pilotage). La compétence du commandant n'a pas été remise en cause. C'est lui qui a plongé l'appareil dans cette situation mais c'est aussi lui qui l'a récupéré et posé. Toutefois, durant les jours précédents, il venait d'assurer 6 vols traversant 18 fuseaux horaires. Son horloge biologique était désynchronisée. Au moment de son repos à bord, il n'arrivait pas à dormir. Au moment de l'accident, son corps était dans une période normalement de sommeil. Le rapport a mis ce fait en évidence, incitant les compagnies à prendre au sérieux ce facteur fatigue et de cycles biologiques.
Après avoir récupéré la stabilité du vol, le commandant voulait continuer vers sa destination initiale. Il l'avait demandé à la tour de contrôle et avait une première fois refusé de se placer en situation d'urgence. C'est en apprenant que son train d'atterrissage était bloqué en position sortie (il ne pouvait pas reprendre de vitesse) et que des passagers étaient blessés qu'il a finalement accepté l'urgence pour se poser au plus tôt. À ce moment, il n'était visiblement pas conscient de l'état des gouvernes de profondeur qui avaient perdu plus de la moitié de leur surface utile en raison de la dégradation subie lors du piqué.
L'enquête n'a pas été facile au début. Sur ce modèle d'avion, la durée des enregistrements de l'enregistreur phonique (une des deux boîtes noires) était limitée à 30 min.  Par conséquent, les dialogues entre les pilotes au moment où le problème s'était manifesté n'étaient plus disponibles. On a pu les interroger, ce qui est moins précis. L'enregistreur des paramètres de vol pour sa part avait subi plusieurs interruptions à cause des fortes accélérations. Mais les données sont restées exploitables.
On sait néanmoins, par exemple, que le mécanicien avait cru les trois autres moteurs eux aussi à l'arrêt. En réalité ils avaient juste été réduits par le commandant et à cette altitude il leur fallait un temps de réponse assez long avant de reprendre leur régime normal après remise des gaz. Sous les secousses et les fortes accélérations subies, il était difficile de suivre en temps réel les indications des panneaux.
Ce fut aussi une bonne publicité pour ce modèle d'avion, qui avait pu se poser après un vol en dehors de ses limites théoriques de vitesse et d'accélération. Il avait subi des dégâts mais ne s'était pas totalement disloqué. D'après des passagers on entendait des bruits de rivets qui sautent. La structure de l'appareil a été très éprouvée. Le 747 est resté en service chez China Airlines jusqu'en janvier 1997, et a été définitivement retiré du service en 2006.

## Médias
L'accident a fait l'objet d'un épisode dans la série télé Air Crash nommé « Panique au-dessus du Pacifique » (saison 4 - épisode 6).